# Décès en 1373
Décès
- 1369
- 1370
- 1371
- 1372
- 1373
- 1374
- 1375
- 1376
- 1377

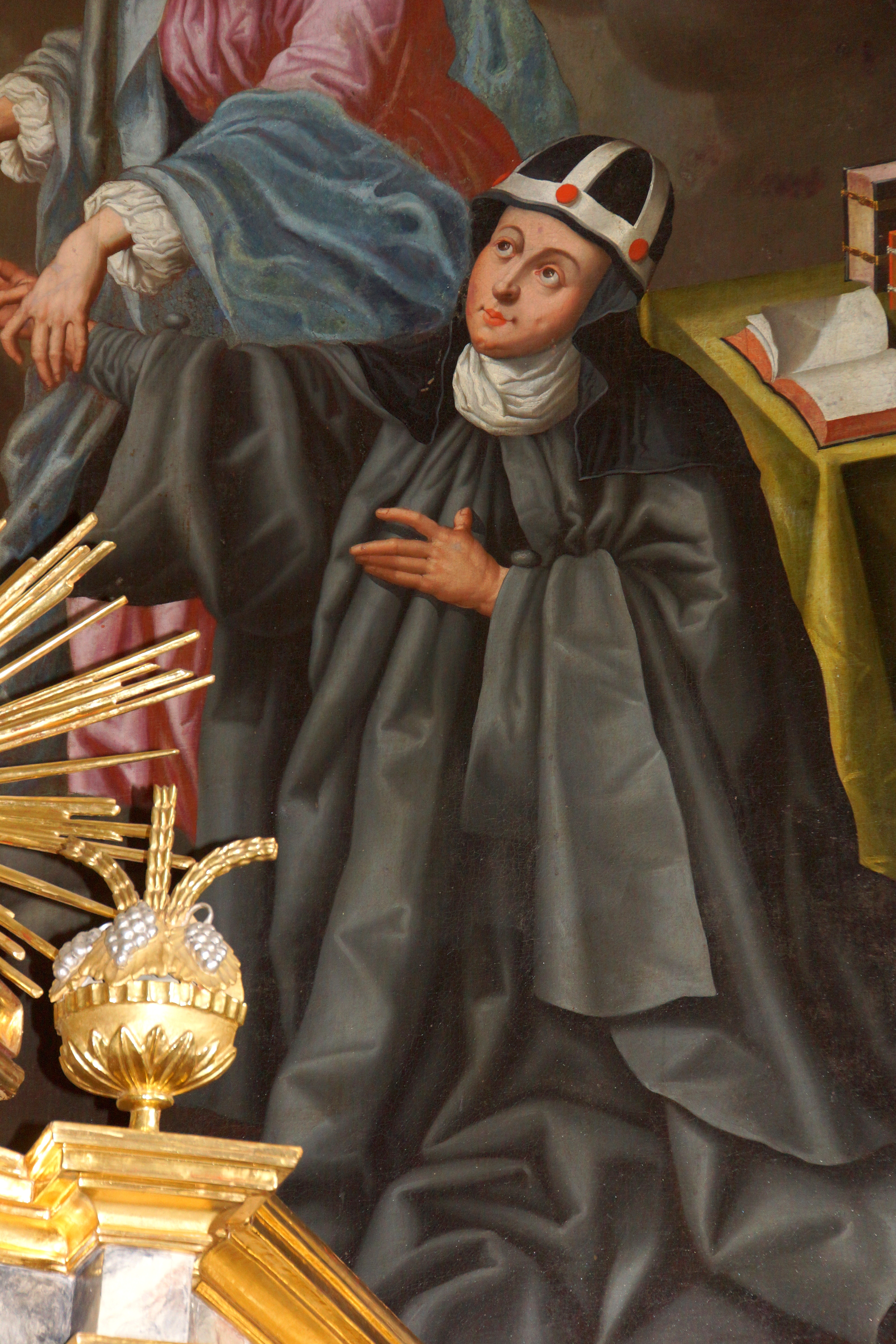
Brigitte de Suède, morte en 1373.

Cette page dresse une liste de personnalités mortes au cours de l'année 1373 :
- janvier : Pandolfo II Malatesta, condottiere italien.
- 16 janvier : Humphrey de Bohun, 7e comte de Hereford, 6e comte d'Essex et  2e comte de Northampton.
- 17 février : Jeanne de Forez, comtesse de Forez.
- 31 mars : Gaucelme de Deaux, évêque de Nîmes.
- 5 mai : Arnoul de Rumigny, comte de Chiny (Arnoul IV) et comte titulaire de Looz (Arnoul VI).
- 16 mai : Jean Ier d'Armagnac, comte d'Armagnac, de Fezensac et de Rodez.
- 30 mai : Amaury IV de Craon, vicomte de Thouars.
- 5 juin : Louis Ier de Neuchâtel, comte de Neuchâtel.
- 23 juillet : Brigitte de Suède, princesse suédoise, sainte de l’Église catholique.
- 28 septembre : Guillaume Sudre, cardinal français, évêque de Marseille.
- 16 octobre : Étienne de Poissy, évêque de Paris et élevé au rang de cardinal.
- 3 novembre : Jeanne de France, princesse royale et reine consort de Navarre.
- 7 novembre : Jean de Dormans, évêque de Lisieux, cardinal-prêtre des Quatre Saints couronnés, chancelier et garde des sceaux sous les rois Jean II et Charles V.
- 25 novembre[1] :Guy de Boulogne, cardinal français, archevêque de Lyon

- Nikola Altomanović, župan serbe.
- André Corsini, carme italien, évêque de Fiesole.
- Ingelger d'Amboise, fondateur de la branche aînée des seigneurs d'Amboise.
- Constantin VI d'Arménie, roi d'Arménie.
- Élisabeth de Bohême, princesse du Saint-Empire.
- Guy de Boulogne, ou Guy de Montfort, archevêque de Lyon, cardinal au titre de Sainte-Cécile, puis cardinal-évêque de Porto et Sainte-Ruffine, dit le cardinal de Boulogne.
- Magnus II de Brunswick-Lunebourg, dit au Collier, prince de Brunswick-Wolfenbüttel et de Lunebourg.
- Raymond de Canillac, archevêque de Toulouse, cardinal avec le titre de cardinal-prêtre de Sainte-Croix-de-Jérusalem puis de cardinal-évêque de Palestrina.
- Bertrand de Castelnau, archevêque de Tarente, de Salerne, d'Embrun puis de Viviers.
- Jean de Cherchemont, évêque de Troyes puis évêque d'Amiens.
- Jean III de Craon, évêque du Mans, puis archevêque de Reims et Pair de France.
- Jean de Luxembourg-Ligny, évêque de Strasbourg puis évêque de Mayence.
- Jean II de Bourgogne, seigneur de Montaigu, comte de Vaudémont et sire de Joinville.
- Ibn Kathir, ou `Imâd ad-Dîn Abû al-Fidâ' 'Ismâ`îl ben `Umar ben Kathîr, juriste shâfi'ite, traditionniste arabe musulman et historien.
- Robert Le Coq, évêque de Laon.
- Giovanni Manfredi, noble italien et condottiere.
- Allegretto Nuzi, peintre italien du gothique flamboyant.
- Tiphaine Raguenel, noble dame et astrologue bretonne.
- Barom Reamea, souverain de l’Empire khmer.
- Guillaume Sudre, évêque de Marseille, cardinal-prêtre de S. Giovanni e Paolo puis Cardinal-évêque d'Ostia e Velletri.
- Sasaki Takauji, général japonais.
- Kikuchi Takemitsu, général issu du clan Kikuchi de l'époque Nanboku-chō de l'histoire du Japon.
- Ambrogio Visconti, condottiere italien.

date incertaine (vers 1373)
- Ivan Stefan de Bulgarie, tsar de Bulgarie.

## Crédit d'auteurs
- Cet article est partiellement ou en totalité issu de l'article intitulé « 1373 » (voir la liste des auteurs).